# 黃文涵
黃文涵（？—？），湖北人，清朝政治人物。監生出身。
道光二十九年，接替黃純源。署任江蘇荆溪縣知縣。后由周璞接任。